# 欧阳官
欧阳官（1911年—？），男，四川资中人，中国口腔修复专家，曾任中国人民解放军第四军医大学教授、博士生导师。